# Перехід кількісних змін у якісні
Перехід кількісних змін у якісні — один із багатьох переходів, що відбуваються з полярними або корелятивними категоріями у світі; один із загальних законів розвитку природи, матеріального світу, людського суспільства і мислення. У незавершеній праці «Діалектика природи» Енгельс формулює три закони діалектики:
- Закон переходу кількості в якість і навпаки
- Закон взаємного проникнення протилежностей
- Закон заперечення заперечення